# Argelos (Pireneje Atlantyckie)
Argelos – miejscowość i gmina we Francji, w regionie Nowa Akwitania, w departamencie Pireneje Atlantyckie.
Według danych na rok 2015 gminę zamieszkiwało 259 osób, a gęstość zaludnienia wynosiła 41,3 osób/km².